# Elias Toufexis
Elias Toufexis (Montreal, 27 de outubro de 1975) é um actor canadiano de teatro, dobragem, captura de movimentos, televisão e cinema.
Na televisão, Toufexis é mais conhecido por ter aparecido nas séries Smallville e Supernatural, e por desempenhar o papel de Scipio em Alphas. Também é reconhecido pelo seu trabalho em videojogos, em particular na série Tom Clancy's Splinter Cell como Andriy Kobin (Splinter Cell: Conviction e Splinter Cell: Blacklist), na série Deus Ex como Adam Jensen (Deus Ex: Human Revolution e Deus Ex: Mankind Divided) e Takkar em Far Cry Primal.